# Mator nyelv
A mator nyelv vagy a motor nyelv a déli szamojéd nyelvek egyike volt.

## Története
A mator az 1840-es évek óta tartozik a holt nyelvek közé. Eredetileg a Szajánok vidékén beszélték Szibériában, közel a mai Mongólia északi határához. A matorok széles területen szétszórva éltek, mely keleti határától, a Minuszinszk-vidéktől a Jenyiszej mentén terjedt el a Bajkál-tóig.
A nyelvet nyelvészek dokumentációiból ismerjük.

## Szókincspéldák
| - bi – tíz - csia – csinos, elegáns - csundsziaha – madár - ha – három, hergede – (anya)méh - hua – térd - hura – homok - hugya – hermelin - ima – anya - ime – tű - kaduma – hangya - kaje – nap (égitest) - kajn – nap (időegység) - kaszte – beszéd | - kejbe – kanca - keje – szív - kiundu – köd - kuji – hold - kunk – vizelet - kuriar – repülés - kuro – füst - küdü – kettő - küji – hónap - lai – róka - lapta – alsó rendű - lia – evezőlapát | - munducsen – szakáll - mund-z-sö – hangya - niude – este - no – ajtó - num – isten - pi – kő - putmo – arc - szjaera – rénszarvas - tanz-se – gyík - telek – lopni - tuj – tűz - tun – zsír - urniamk – gondolkodni |

Megjegyzés: A kötőjelek (pl. mund-z-sö) azért vannak, hogy a magyar nyelvű olvasó ne „mundzsö”-nek (munʤœ) ejtse, hanem „mund-z-sö”-nek (mundzʃœ).